# 来阿八赤
来阿八赤（ライ・アバチ、? - 1288年）は、モンゴル帝国に仕えた将軍の一人。

## 概要
来阿八赤は、かつて西夏が支配していた寧夏出身の人であった。父の朮速忽里はチンギス・カンに仕えて宿衛（ケシクテイ）に入り、バウルチとして膳事を掌った。第4代皇帝モンケ・カアンの時代に南宋への親征が始まると朮速忽里も加わり、釣魚山の戦いでは力攻めせず敵軍の兵糧が途絶えることを待つよう提案したが、他の諸将に反対され採用されなかったという逸話が残されている。
その後、来阿八赤は宿衛の中から抜擢され、四川方面軍の司令官ネウリンの下に配属された。南宋からの援軍が近づいていることが分かると、来阿八赤は重慶下流の銅羅峡で河崖に堡塁を築いて対陣した。南宋の都統は船に乗って攻めあがってきたため、来阿八赤は薪を積み上げて火をつけ、矢石を雨の如く降らせたことで南宋軍を撤退に追い込んだ。南宋軍は翌日黎明に再び進軍してきたが、来阿八赤は精鋭を率いて崖を降り、南宋兵数千を殺傷する大勝利を挙げた。これを聞いたモンケ・カアンは来阿八赤の活躍を壮とし、銀2鋌を下賜している。モンケ・カアンが釣魚山の包囲中に急死すると、来阿八赤は父とともにクビライの根拠地である幽州地方に赴き、クビライの即位を支持した。クビライは即位後、来阿八赤に四川の情勢を尋ね、来阿八赤が父の献策が容れられなかった経緯を述べると、クビライは「当時その策が受け入れられていれば東南は既に平らげられていただろう」と評している。
至元7年（1270年）、来阿八赤は襄陽包囲軍に加わったが、この頃北方の物資を淮西の義陽に集積するに当たって、南宋軍の襲撃を受けることが問題となっていた。そこで来阿八赤が物資の輸送を命じられたところ、大過なく2日にして輸送を終えたため、喜んだクビライは銀1鋌を賜ったという。至元14年（1277年）、尚膳院が立てられると中順大夫・同知尚膳院事の地位を授けられた。至元18年（1281年）、三珠虎符を佩し、更に通奉大夫・益都等路宣慰使・都元帥の地位を授けられた。この頃、1万の兵を発して運河を開整しており、来阿八赤は工事の監督を命じられた。現場では寒暖の差が激しく労働環境が劣悪であったため、改善に尽力している｡ 運河の完成後は、膠萊海道漕運使の地位に移った。至元21年（1284年）、同僉宣徽院事とされたが、遼左地方が不穏であったため、征東招討使の地位を授けられた。至元22年（1285年）には更に征東宣慰使・都元帥の地位を得た。
至元23年（1286年）より鎮南王トガンを司令官とする安南（ベトナム）遠征が始まり、来阿八赤も湖広等処行中書省右丞の地位を与えられて遠征軍に加わった。出征に当たって来阿八赤はクビライに召し出され、クビライは手ずから衣を与えると同時に、金玉・束帯・弓・甲冑を下賜した。至元24年（1287年）、湖広等処行尚書省右丞に改められ、9月には中衛親軍1000を率いて遠征軍を先導し、思明州に至った。敵軍は天険を恃んで守りを固めたため、来阿八赤は精鋭兵を選んで女児関で決戦を挑み、敵兵の斬首1万を数える大勝利を得た。この勝利に乗じてモンゴル軍は侵攻を進め、交州に至った所、陳日烜（陳朝の聖宗）は城を空けて撤退した。来阿八赤はこの状勢を見て、「敵軍は拠点を捨てて山海に潜み、我らが持久できなくなることを待っています。我が将兵は北方出身の者が多いため病にかかり、軍を維持することが困難です。今兵を出してその地を分け定め、降る者を受け容れ、兵士に掠奪を禁じ、急ぎ陳日烜を捕らえるのが良いでしょう」と進言した。一方、陳日烜は使者を派遣して投降することを約束したが、これは時間稼ぎに過ぎず、これをモンゴル軍の諸将が信じてしまったことで来阿八赤の進言と反対に出兵は先延ばしにされた。日に日に兵糧が減る一方で陳日烜は一向に投降せず、かえって竹洞・安邦海口に拠って勢力を回復させたため、来阿八赤が出陣してこれを撃退した。
しかし、一時的な勝利にもかかわらず兵糧不足と疫病の蔓延によってモンゴル軍が力を失っているのは明らかであり、遂にトガンは撤退を決意した。『安南志略』などによると、トガン率いる遠征軍が撤退を決めたのは至元25年（1288年）2月頃のことであった。来阿八赤は歩兵・騎兵を率いて先行し、日に数十度戦闘を繰り広げながら道を切り開いた。しかしある時、高所から毒矢を射られ、将士は毒を受けながらも奮戦してトガンを逃がすことに成功したものの、来阿八赤自身も三度毒矢を受けて遂に陣没した。息子に寄僧がおり、水達達屯田総管府を務めてナヤン・カダアンの乱の時には高麗の双城で戦っている。